# Kościół św. Jana Chrzciciela w Radomiu

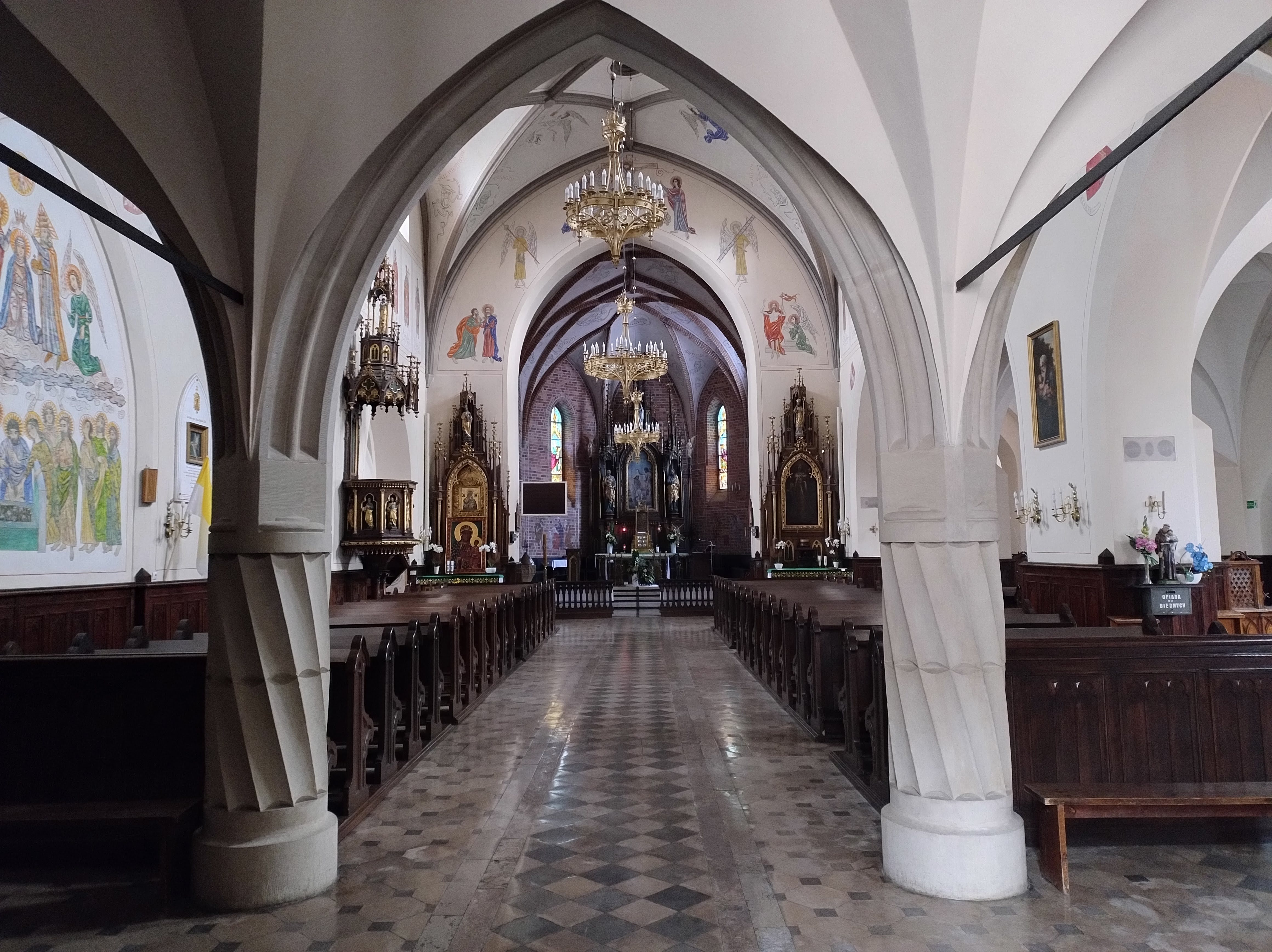
Wnętrze (2025)

Kościół Farny św. Jana Chrzciciela w Radomiu – średniowieczny kościół w Radomiu, w dzielnicy Miasto Kazimierzowskie. Obiekt jest częścią szlaku turystycznego Zabytki Radomia.

## Historia
Kościół erygowany przypuszczalnie po 1325, a prawdopodobnie przed kazimierzowską lokacją miasta. Król Kazimierz Wielki lokował Nowy Radom najpierw na prawie średzkim około 1340–1360, potem w 1364 r. na prawie magdeburskim. Wraz z miastem uposażył nową parafię pw. św. Jana. Pierwsza wzmianka o istnieniu parafii pochodzi z 1408 r. (przed 27 lipca 1408). Około 1360–1370 r. został wzniesiony z czerwonej cegły pierwotny, jednonawowy kościół, fundacji Kazimierza Wielkiego. W wiekach XV i XVI dobudowano kaplice boczne. Pierwszą z nich była kaplica Świętego Krzyża. Drugą, która zachowała się do czasów współczesnych była kaplica obecnie zwana różańcową, ufundowana w 1481 r. przez mieszczanina radomskiego Jana Warcaba. Trzecią była kaplica Kosnowska (św. Anny) wzniesiona w 1495 przez małżonków Wojciecha i Annę Kościeni. Czwartą była kaplica Baryczkowska wzniesiona w 1500 przez Stefana Baryczkę obywatela Radomia.
Święty Kazimierz Jagiellończyk, rezydując w Radomiu z polecenia ojca w latach 1481–1483, traktował świątynię pw. św. Jana jako zamkową i częste miejsce swej modlitwy. W 1495 r. inny syn króla Kazimierza IV Jagiellończyka, Fryderyk, w kościele tym uroczyście otrzymał bullę nominującą go do godności kardynalskiej z przynależnymi jej oznakami.
W 1588 biskup Jerzy Radziwiłł zakazał grzebania zmarłych w kościele pod ołtarzami. W XVI wieku przy kościele istniała biblioteka o 170 łacińskich woluminach.
W latach 1630–1633 wzniesiono z fundacji Jana Kochanowskiego chorążego wielkiego koronnego późnorenesansową kaplicę. Początkowo zwano ją kaplicą Kochanowskich, później św. Magdaleny, a jeszcze później Pana Jezusa. W XVII wieku przekształcono kaplice Koskowską i Baryczkowską w krużganki przy kaplicy Kochanowskich. Kaplica Krzyża Świętego została przekształcona w składzik sprzętów kościelnych.
W 1752 zawaliło się częściowo sklepienie kościoła.
W początkach XIX wieku kościół był poważnie uszkodzony. Jego restaurację podjęto w latach 1817–1838: podwyższono ściany nawy, która została nakryta stropem drewnianym, założono nowy dach na sygnaturkę, podwyższono wieżę i otynkowano elewację. W wyniku tych zmian fasada zachodnia otrzymała wystrój neogotycki. W latach 1837–1840 odnowiono malowidła na sklepieniu w prezbiterium. Po tych zmianach kościół został rekonsekrowany w 1844.
W latach 1881–1889 odrestaurowano i podwyższono o piątą kondygnację wieżę kościoła. W 1888 restaurowano kaplicę Kochanowskich i odnowiono ogrodzenie od ulicy Rwańskiej, będące darem cara Aleksandra I. W latach 1908–1909, staraniem ks. inf. Piotra Górskiego, została fara gruntownie przebudowana według projektu architekta Józefa Dziekońskiego. Kościół w wyniku tych wielokrotnych zmian jest neogotycki, orientowany, jednonawowy z dobudowaną nawą boczną. Z dawnego kościoła obecnie zachowane są prezbiterium, północna ściana nawy z kaplicą różańcową i wieżą oraz kaplica Kochanowskich. Kościół ponownie był restaurowany w latach sześćdziesiątych XX w., polichromia została wykonana w 1972 r., a restauracji zewnętrznej dokonano w roku 1973. Polichromię z 1972 zaprojektował i wykonał prof. Wacław Taranczewski z Poznania z zespołem. Prace te prowadzone były staraniem ks. inf. Stanisława Sikorskiego. Polichromia swoim stylem nawiązuje do gotyckiego wnętrza.
W kościele pw. św. Jana została ochrzczona 22 maja 1822 r. Sługa Boża Wanda Malczewska, a w 1854 r. malarz Jacek Malczewski. W kościele znajduje się między innymi tablica upamiętniająca pobyt kard. Karola Wojtyły dnia 21 sierpnia 1977 r. W budynku parafialnym obok kościoła i obok plebanii – dawnego zamku – w nocy 24 stycznia 1941 r. został aresztowany bł. ks. Kazimierz Grelewski, który następnie został zesłany do Dachau, gdzie powieszono go 9 stycznia 1942 r.
We wnętrzu kościoła zachowane były tablice epitafijne z XIX wieku. Z pewnością istniały też starsze, lecz uległy zniszczeniu w związku ze zniszczeniami i renowacjami kościoła. Przy kościele znajdował się cmentarz, który zamknięto do celów grzebalnych w 1797. W XIX w. wytyczono w jego miejscu plac. Obecnie znajdują się na nim figura św. Jana Nepomucena (XVIII w.), kamienna kolumna z rzeźbą Chrystusa (XIX w.), kamienny krzyż upamiętniający istniejący tu w przeszłości cmentarz (XIX w.) oraz pochodzące z niego płyty nagrobne (XIX w.).